# Gare de Jussy
La gare de Jussy est une halte ferroviaire française (fermée) de la ligne d'Amiens à Laon, située sur le territoire de la commune de Jussy, dans le département de l'Aisne en région Hauts-de-France.

## Situation ferroviaire
Établie à 74 m d'altitude, la halte de Jussy était située au point kilométrique (PK) 70,445 de la ligne d'Amiens à Laon, entre les gares de Flavy-le-Martel (ouverte) et de Mennessis (ouverte).

## Service des voyageurs
La gare est fermée au service des voyageurs. Un service de remplacement de « Taxi TER » permet aux voyageurs de Jussy de rejoindre la gare de Flavy-le-Martel.